# Triepeolus fraserae
Triepeolus fraserae är en biart som beskrevs av Cockerell 1904. Triepeolus fraserae ingår i släktet Triepeolus och familjen långtungebin. Inga underarter finns listade i Catalogue of Life.